# William P. Hobby Airport

i7
i11
i13
Der William P. Hobby Airport (IATA-Code: HOU, ICAO-Code: KHOU) ist ein US-amerikanischer Regionalflughafen in der Nähe von Houston im Bundesstaat Texas. Er wurde nach ehemaligen texanischen Gouverneur William Pettus Hobby benannt. Hobby Airport ist Houstons ältester Verkehrsflughafen. Vor dem Neubau des Houston Intercontinental Airport (jetzt George Bush Intercontinental Airport) im Jahr 1969 war er Houstons einziger Flughafen. Er war vorübergehend für den kommerziellen Verkehr geschlossen, ist allerdings durch die Zunahme des Luftverkehrs seit 1971 wieder als Verkehrsflughafen in Betrieb.

## Lage und Verkehrsanbindung
Der William P. Hobby Airport liegt 15 Kilometer südöstlich des Stadtzentrums von Houston. Westlich des Flughafens verläuft die Texas State Route 35, östlich des Flughafens verläuft die Interstate 45.
Der Flughafen wird durch Busse in den öffentlichen Personennahverkehr eingebunden, die Route 40 der Metropolitan Transit Authority of Harris County verbindet ihn regelmäßig mit dem Stadtzentrum.

## Geschichte
Der anfangs aus einer reinen Weidefläche mit einer Grundfläche von 2,4 km² bestehende Flughafen wurde 1927 in Betrieb genommen. Damals diente er noch als privates Fluggelände. Die ersten Fluggesellschaften, die dort regelmäßig landeten, waren Braniff und Eastern Air Lines. Das Gelände wurde später von der Stadt Hoston erworben und 1937 in Houston Municipal Airport umbenannt. Bereits im Jahr 1938 erfolgte nach zahlreichen Verbesserungen am Flughafen und der Errichtung des ersten Kontrollturms die Umbenennung in Howard R. Hughes Airport. Der Name wurde kurz darauf wieder geändert, da die damals gültigen Regularien keine Baumittel für Objekte gestatteten, die nach noch lebenden Personen benannt waren. 1940 wurde ein neues Terminal und ein Hangar in Betrieb genommen. Zehn Jahre später nahm die Fluggesellschaft Pan Am den Linienverkehr nach Mexiko-Stadt auf. Wegen des ständigen Anstiegs der Flug- und Passagierzahlen wurde mit dem Neubau eines größeren Terminals begonnen, das 1954 eröffnet wurde. Im selben Jahr wurde der Flughafen in Houston International Airport umbenannt.
1967 wurde der Flughafen nach dem ehemaligen Gouverneur William P. Hobby benannt. Da die Kapazitäten für einen Ausbau des Flughafens erschöpft waren, wurde 1969 der Bau eines neuen Flughafens beschlossen. Die US-amerikanische Luftfahrtbehörde Civil Aeronautics Administration hatte zuvor die Empfehlung für einen Neubau ausgesprochen, da Hobby für die zunehmende Zahl an Linienflügen nicht mehr ausreichend war. Der Linienflugbetrieb wurde nach der Vollendung des Houston Intercontinental Airport (später in George Bush Intercontinental Airport umbenannt) verlegt. Bereits 1971 wurde der Flughafen als Ergänzung zu Houston International für den kommerziellen Linienverkehr genutzt.
Im Jahr 2000 wurde ein neuer Kontrollturm in Betrieb genommen. Am 15. Oktober 2015 wurde ein neuer Concourse eröffnet, in welchem auch internationale Flüge abgefertigt werden können. Zu Beginn der 2020er-Jahre wurde die 1829 Meter lange und 46 Meter breite Start- und Landebahn 17/35 aus Sicherheitsgründen entfernt, da sie zwei der drei anderen Start- und Landebahnen kreuzte und direkt neben der dritten Start- und Landebahn endete. Am 8. Januar 2020 eröffnete Southwest Airlines ihre größte Wartungsbasis am William P. Hobby Airport.

## Flughafenanlagen

Flughafendiagramm (veraltet)

Der William P. Hobby Airport erstreckt sich über 528 Hektar.

### Start- und Landebahnen
Der William P. Hobby Airport verfügt über drei Start- und Landebahnen, von denen zwei parallel verlaufen. Eine parallele Start- und Landebahnen trägt die Kennung 13R/31L, ist 2317 Meter lang und 46 Meter breit, der Belag besteht aus Asphalt. Die zweite parallele Start- und Landebahn trägt die Kennung 13L/31R, ist 1569 Meter lang, 30 Meter breit und verfügt über einen Belag aus Beton. Die Querwindbahn trägt die Kennung 04/22, ist 2317 Meter lang, 46 Meter und hat ebenfalls einen Belag aus Beton.

### Passagierterminal

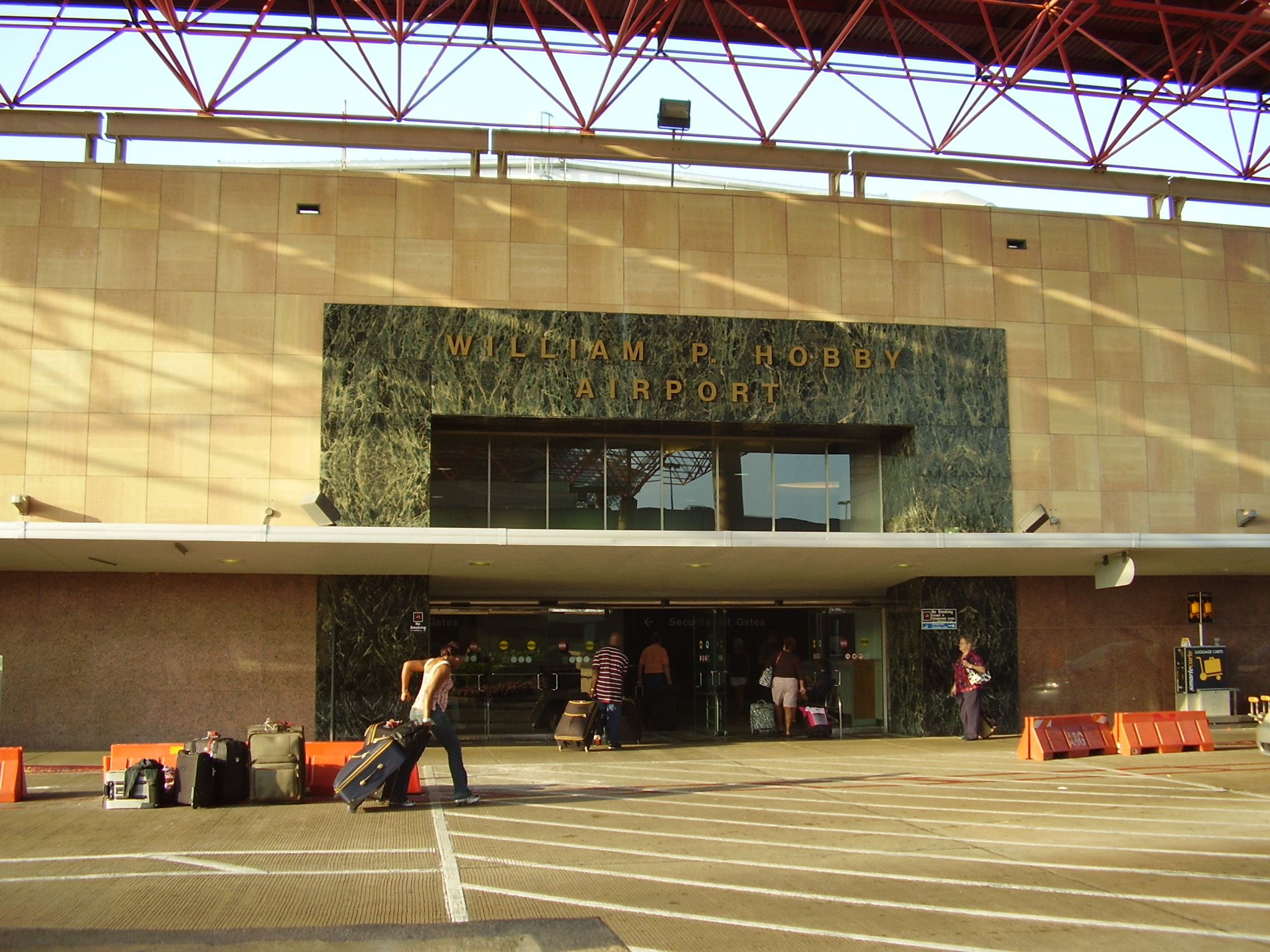
Das Terminalgebäude

Der William P. Hobby Airport verfügt über ein Passagierterminal mit 30 Flugsteigen und Fluggastbrücken in zwei Concourses. Im Central Concourse befinden sich 25 Flugsteige. Im West Concourse befinden sich fünf weitere Flugsteige, dort können auch internationale Flüge abgefertigt werden.

### Andere Einrichtungen

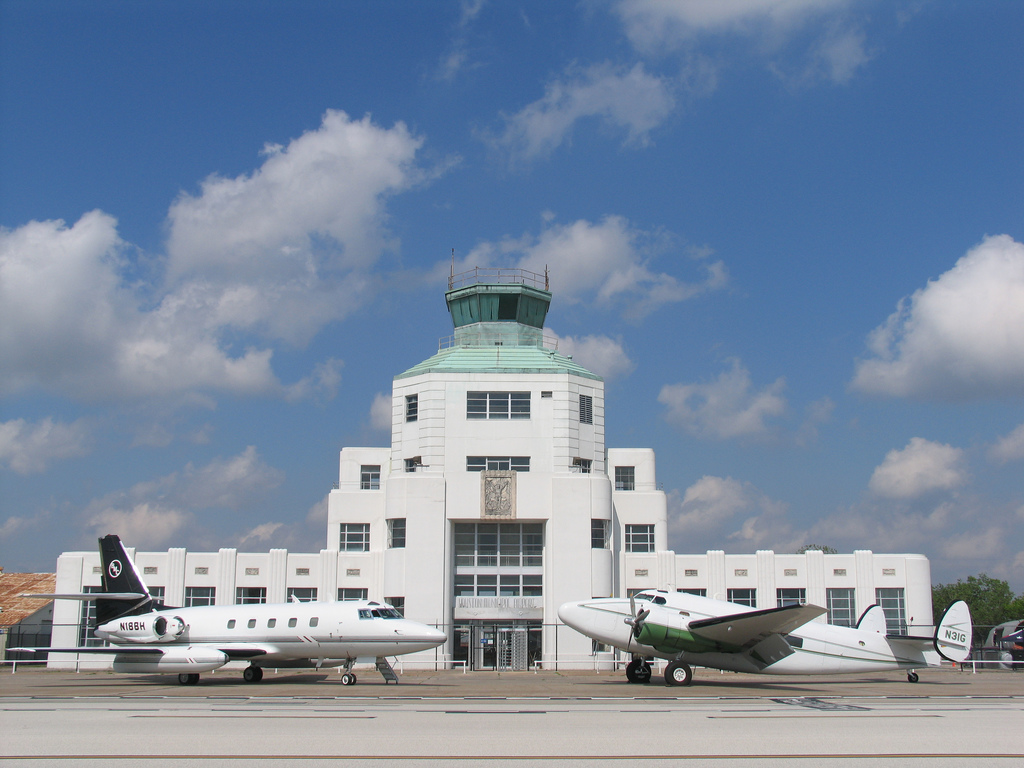
Das 1940 Air Terminal Museum

Der Kontrollturm befindet sich im Westen des Flughafengeländes, hat eine Höhe von run 45 Metern und wird von der Federal Aviation Administration betrieben.
Im alten Passagierterminal aus dem Jahr 1940 befindet sich seit 2004 das 1940 Air Terminal Museum, welches von der Houston Aeronautical Heritage Society betrieben wird.

## Fluggesellschaften und Ziele
Der William P. Hobby Airport ist ein Drehkreuz der Billigfluggesellschaft Southwest Airlines. Daneben wird er auch von Allegiant Air, American Eagle, Avelo Airlines, Delta Air Lines, Frontier Airlines, JSX, Meregrass und Sun Country Airlines genutzt. Der Marktanteil von Southwest Airlines lag 2023 bei 93,50 Prozent, gefolgt von Delta Air Lines mit 2,42 Prozent, American Eagle mit 2,00 Prozent, Frontier Airlines mit 1,10 Prozent und Allegiant Air mit 0,95 Prozent.
Vom William P. Hobby Airport gibt es Direktflüge zu 71 nationalen und neun internationalen Zielen. Das internationale Streckennetz umfasst Linienflüge nach Mittelamerika.

## Verkehrszahlen
| Jahr | Fluggastaufkommen | Fluggastaufkommen | Fluggastaufkommen | Luftfracht (Tonnen) (mit Luftpost) | Flugbewegungen (mit Militär) |
| Jahr | National          | International     | Gesamt            | Luftfracht (Tonnen) (mit Luftpost) | Flugbewegungen (mit Militär) |
| ---- | ----------------- | ----------------- | ----------------- | ---------------------------------- | ---------------------------- |
| 2023 | 12.934.367        | 974.099           | 13.908.466        | 10.559                             | 197.933                      |
| 2022 | 12.200.473        | 913.404           | 13.113.877        | 10.897                             | 189.979                      |
| 2021 | 10.639.697        | 667.695           | 11.307.392        | 13.215                             | 178.607                      |
| 2020 | 6.149.154         | 330.422           | 6.479.576         | 10.479                             | 137.236                      |
| 2019 | 13.605.101        | 850.206           | 14.455.307        | 11.927                             | 204.703                      |
| 2018 | 13.446.771        | 1.029.698         | 14.476.469        | 11.393                             | 205.115                      |
| 2017 | 12.550.249        | 885.423           | 13.435.672        | 10.570                             | 199.139                      |
| 2016 | 12.108.280        | 801.163           | 12.909.443        | 10.646                             | 200.741                      |
| 2015 | 12.019.344        | 145.085           | 12.164.429        | 11.782                             | 200.587                      |
| 2014 | 11.947.923        | 0                 | 11.947.924        | 12.707                             | 210.406                      |
| 2013 | 11.109.449        | 0                 | 11.109.449        | 12.917                             | 208.411                      |
| 2012 | 10.437.647        | 1                 | 10.437.648        | 11.984                             | 204.288                      |
| 2011 | 9.843.302         | 0                 | 9.843.302         | 10.492                             | 216.638                      |
| 2010 | -                 | -                 | 9.054.001         | 11.224                             | 209.614                      |
| 2009 | -                 | -                 | 8.498.441         | 11.524                             | 209.459                      |
| 2008 | -                 | -                 | 8.775.798         | 7.417                              | 221.929                      |
| 2007 | -                 | -                 | 8.819.521         | 7.820                              | 232.976                      |
| 2006 | -                 | -                 | 8.548.955         | 8.476                              | 234.709                      |
| 2005 | -                 | -                 | 8.257.506         | 7.004                              | 236.158                      |
| 2004 | -                 | -                 | 8.290.559         | 6.485                              | 243.243                      |
| 2003 | -                 | -                 | 7.803.330         | 5.776                              | 242.635                      |
| 2002 | -                 | -                 | 8.035.727         | 5.369                              | 246.230                      |
| 2001 | -                 | -                 | 8.637.150         | -                                  | -                            |
| 2000 | -                 | -                 | 9.105.514         | -                                  | -                            |
| 1999 | -                 | -                 | 8.864.921         | -                                  | -                            |
| 1998 | -                 | -                 | 8.750.439         | -                                  | -                            |
| 1997 | -                 | -                 | 8.276.321         | -                                  | -                            |
| 1996 | -                 | -                 | 8.387.434         | -                                  | -                            |
| 1995 | -                 | -                 | 8.199.157         | -                                  | -                            |
| 1994 | -                 | -                 | 8.170.283         | -                                  | -                            |
| 1993 | -                 | -                 | 8.462.863         | -                                  | -                            |
| 1992 | -                 | -                 | 8.320.849         | -                                  | -                            |
| 1991 | -                 | -                 | 7.840.673         | -                                  | -                            |
| 1990 | -                 | -                 | 8.165.185         | -                                  | -                            |
| 1989 | -                 | -                 | 7.947.549         | -                                  | -                            |
| 1988 | -                 | -                 | 7.697.748         | -                                  | -                            |

### Verkehrsreichste Strecken
| Rang | Stadt                       | Passagiere | Fluggesellschaft |
| ---- | --------------------------- | ---------- | ---------------- |
| 01   | Dallas–Love, Texas          | 413.850    | Southwest        |
| 02   | Atlanta, Georgia            | 356.960    | Delta, Southwest |
| 03   | Denver, Colorado            | 333.200    | Southwest        |
| 04   | Las Vegas, Nevada           | 278.710    | Southwest        |
| 05   | Orlando, Florida            | 261.750    | Southwest        |
| 06   | Chicago–Midway, Illinois    | 242.610    | Southwest        |
| 07   | Phoenix–Sky Harbor, Arizona | 227.190    | Southwest        |
| 08   | New Orleans, Louisiana      | 222.610    | Southwest        |
| 09   | Nashville, Tennessee        | 194.360    | Southwest        |
| 10   | Baltimore, Maryland         | 191.790    | Southwest        |